# Hedwig af Braunschweig-Wolfenbüttel
Hedwig af Braunschweig-Wolfenbüttel (født 9. februar 1595 i Wolfenbüttel, død 26. juni 1650 i Szczecinek), var en hertuginde af Braunschweig-Wolfenbüttel af fødsel og ved sit ægteskab hertuginde af Pommern.

## Liv og gerning
Hedwig var en datter af Henrik Julius, hertug af Braunschweig-Wolfenbüttel (1564-1613) fra hans andet ægteskab med Elisabeth, den ældste datter af kong Frederik II af Danmark. Hedwig var en søster til Christian, "den gale biskop i Halberstadt".
Hedwig blev gift den 7. februar 1619 i Wolfenbüttel med Ulrich, hertug af Pommern (1589-1622), biskop af Cammin. Bryllupsfesten var meget dyr. Den blev overværet af 16 herskende fyrster. Ægteskabet varede kun tre år og forblev barnløst. Ulrich døde i en alder af 33 som et resultat af hans drikkeri. Blandt hertugindens omgangskreds var Christoffer af Hoym, der senere skulle blive marskal af den sidste hertug af Pommern, Bogislaw XIV.
Efter sin mands død flyttede hun til sit enkesæde i Szczecinek, hvor hun boede på slottet i yderligere 28 år. Hun beholdt det omfattende hof, som hun havde vænnet sig til i Wolfenbüttel og Cammin. I 1649 havde hun en husstand på 65 mennesker. Hun gik i sørgedragt resten af sit liv, og helligede sig velgørenhed. Hun organiserede fattighjælp og foretog betydelige donationer til den lokale kirke.
Hedwig blev beskrevet som modig, smuk og klog. Hun var en talentfuld lut-spiller og salmeforfatter. Hun skrev sandsynligvis den velkendte salme "Auf, Zion auf, Tochter säume nicht". I løbet af sin levetid døde næsten alle hendes søskende, Huset Griffins uddøde (den sidste hertug havde støttet hende økonomisk) og i løbet af Trediveårskrigen hærgede og konfiskerede både svenske og kejserlige tropper i hendes territorium. Hendes klager til hendes fætre Christian IV i Danmark og dronning Christina af Sverige gav ikke resultat. I 1630 flygtede hun til Bobolice for at unddrage sig pesten. I 1631 udnævnte hun Gregor Lagus, der var rektor for latinskolen i Kołobrzeg som provost i Szczecinek, trods modstand fra hertug Bogislaw XIV. Lagus blev hendes førende medforfatter af en bog om evangelisk undervisning. I 1640 grundlagde hun en skole, som senere blev opkaldt efter hende: "Prinsesse Hedwig-Skolen". Hun efterlod den penge i en fond på betingelse af, at skolen fortsat eksisterede i Szczecinek, hvilket gjorde senere forsøg på at flytte skolen til en anden by umulige.
I 1642 blev Hedwig såret under en razzia af de polske adelsmænd Bartholomew Tarno fra Strączno, Pipilowski fra Czarnków og voivod Melchior Weiher af Chełmno. Forsøget på at tage hende som gidsel var sandsynligvis relateret til hendes forhandlinger for at modtage en arv at supplere hendes svindende indtægter. I hendes sidste vilje udpeger hun kurfyrste Frederik Vilhelm af Brandenburg som hendes arving
Hedwig døde af kopper i 1650, i en alder af 56. Hun blev begravet i den hertugelige krypt i Rügenwalde i Pommern i 1654.